# Hannovera (Studentenverbindung)
Hannovera ist der Name folgender Studentenverbindungen:
- Burschenschaft Hannovera Göttingen, eine Burschenschaft in Göttingen
- Corps Hannovera Göttingen, ein Corps im Kösener Senioren-Convents-Verband
- Corps Hannovera Heidelberg, ein Corps im Heidelberger Senioren-Convent
- Corps Hannovera Hannover, ein Corps im Weinheimer Senioren-Convent
- Landsmannschaft Hannovera auf dem Wels München, eine ehemalige Landsmannschaft im Coburger Landsmannschafter Convent